# 90 Antíope
90 Antíope é um Asteroide duplo que se localiza no Cinturão de asteroides entre as órbitas de Marte e Júpiter. Ele é considerado um "asteroide duplo" é formado por duas rochas, uma girando em torno da outra. Não se pode dizer que é um asteroide com um "satélite", pois os dois tem praticamente o mesmo tamanho, um com 88 km de diâmetro e o outro com 84 km.[carece de fontes?]

## Descoberta
90 Antíope foi descoberto pelo astrônomo alemão Robert Luther em 1886, porém foi considerado um asteroide simples até 2000, quando observações de alta resolução feitas no  Observatório astronômico Keck, no Havaí, demonstraram que se tratava de sistema duplo de asteroides, o primeiro a ser registrado.[carece de fontes?]

## Nome
O mesmo recebeu o número 90 e o nome de Antíope denota que foi o asteroide 90 a ser descoberto. Seu nome próprio vem da mitologia grega, embora seja disputada quanto a saber se este é Antíope amazona ou Antíope, a mãe de Anfião e Zeto.
Desde a descoberta da natureza binária de 90 Antíope, o nome "Antíope" refere-se tecnicamente ao corpo ligeiramente maior dos dois componentes, com o menor componente tendo a designação provisória S/2000 (90) 1. No entanto, o nome "Antíope" também é usado para referir-se a um sistema binário como um todo.

## A importância dos astrônomos amadores
Os astrônomos amadores tiveram um papel decisivo na determinação da forma dos asteroides. Através da ocultação da estrela LQ Aquarii pelos asteroides em 19 de julho de 2011, mais de 50 astrônomos amadores ajudaram a determinar o formato preciso dos corpos.[carece de fontes?]

## Características principais
Além de ser o primeiro asteroide duplo, outra característica importante é sua densidade. A baixa densidade (1,3 ± 0,2 g / cm ³) de seus componentes sugere que 30% do seu volume seja espaço vazio, o que indica que eles se formaram a partir de uma pilha de escombros vinda de uma colisão de asteroides (possivelmente a mesma colisão que formou a família Themis).[carece de fontes?]